# Кастель-Блюм, Орли
Орли Кастель-Блюм (אורלי קסטל-בלום; род. 26 ноября 1960) — израильский писатель, прозаик.

## Биография
Родилась в семье евреев из Египта.
Изучала кинематографию в Тель-Авивском университете и в школе Изобразительных искусств Бейт-Цви в Рамат-Гане. Читала лекции по литературе в Гарварде, Беркли и в Нью-Йоркском университете. На данный момент живёт в Тель-Авиве, замужем и воспитывает 2 детей.

## Издания на русском языке
На данный момент на русский переведены некоторые рассказы Кастель-Блюм. Самые ранние из них были опубликованы в Альманахе «Диалог» в 1994 году и переведены Оскаром Минцем.
Интересен рассказ 2007 года «Писательница как элитная проститутка», переведенный Анной Дубинской. Он рассказывает о женщине, потерявшей все, получившей шанс вернуться благодаря заботе близких и умершей по случайной халатности этих самых близких.

## Интересные факты
Воспитывалась нянями, и до 3 лет говорила только на французском языке.

## Награды
- Tel Aviv Foundation Award (1990); Alterman Prize for Innovation (1993); Prime Minister`s Prize three times (1994, 2001, 2011); Newman Prize (2003); French WIZO Prize for Human Parts (2005) и Leah Goldberg Prize (2007)[8].
- Премия Сапира (2015).